# Alexander Naumovič Frumkin
Alexandr Naumovič Frumkin (rusky: Александр Наумович Фрумкин; 24. října 1895, Kišiněv – 27. května 1976, Tula) byl ruský elektrochemik, člen Ruské akademie věd od roku 1932, zakladatel ruského časopisu elektrochemie Elektrochimija a nositel ceny Hrdina socialistické práce. Je po něm pojmenován Institut fyzikální chemie a elektrochemie A. N. Frumkina Ruské akademie věd.
Frumkin byl nominován na Nobelovu cenu za chemii v letech 1946, 1962, 1963, 1964, 1965 a 1966, ale cenu nikdy neobdržel.

## Vzdělání a kariera
Frumkin se narodil 24. října 1895 do židovské rodiny v Kišiněvě v Besarabské gubernii Ruského impéria (nyní Moldavsko). Jeho otec byl pojišťovací agent. Rodina se přestěhovala do Oděsy, kde získal základní vzdělání. Od roku 1912 studoval chemii ve Štrasburku a na univerzitě v Bernu u Volkmara Kohlschüttera a od roku 1915 u Alexandra Sacharova na univerzitě v Oděse, kde v roce 1919 získal doktorát.
Frumkinovy první publikované články se objevily již v roce 1914, když mu bylo pouhých 19 let. O dva roky později publikoval svůj klíčový článek Elektrokapilární jevy a elektrodové potenciály, který mu vynesl uznání ve vědecké komunitě. Od roku 1916 pracoval v laboratoři ocelárny v Oděse a věnoval se především elektrochemii. V letech 1920 až 1922 byl profesorem na Institutu národního vzdělávání v Oděse.

Ruští kolegové Frumkina v roce 1937, zprava Beskov, Frumkin, Bach, Smirnov, Kaftanov

V roce 1922 se Frumkin přestěhoval do Moskvy, kde pracoval v Karpovově institutu pod vedením A. N. Bacha. V roce 1929 se zde stal ředitelem oddělení fyzikální chemie. V roce 1930 se stal profesorem elektrochemie na Lomonosovově univerzitě, kde založil katedru elektrochemie a vedl ji až do své smrti.
Za druhé světové války vedl laboratoř v Ústavu koloidů a elektrochemie Akademie věd, který byl v roce 1945 přejmenován na Ústav fyzikální chemie a Frumkin se stal jeho ředitelem. Od roku 1958 byl ředitelem Elektrochemického ústavu Akademie věd.
Frumkin byl třikrát ženatý, včetně krátkého prvního manželství s ruskou básnířkou Verou Inberovou. Zemřel 27. května 1976 v Tule ve věku 81 let.

## Výzkum

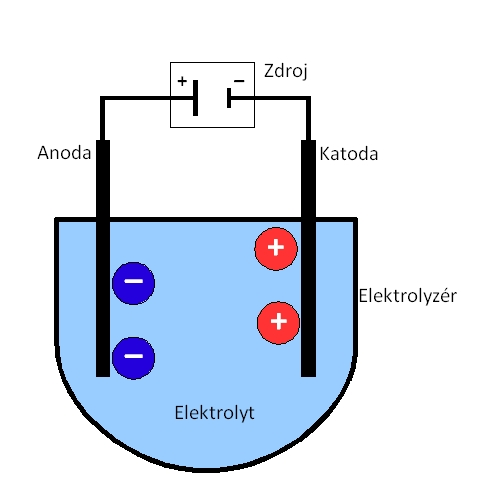
Schéma standardní elektrolýzy

- Schéma standardní elektrolýzyBěhem své vědecké kariery se zabýval především elektrochemickými procesy na površích elektrod a na jejich rozhraní s elektrolyty.
- V roce 1919 zkoumal elektrokapilární procesy na elektrodách, včetně elektrických dvojvrstev na rozhraní elektrody a roztoku. Jeho publikace Elektrokapilární jevy a elektrodové potenciály ho zařadila mezi přední elektrochemiky v Rusku.

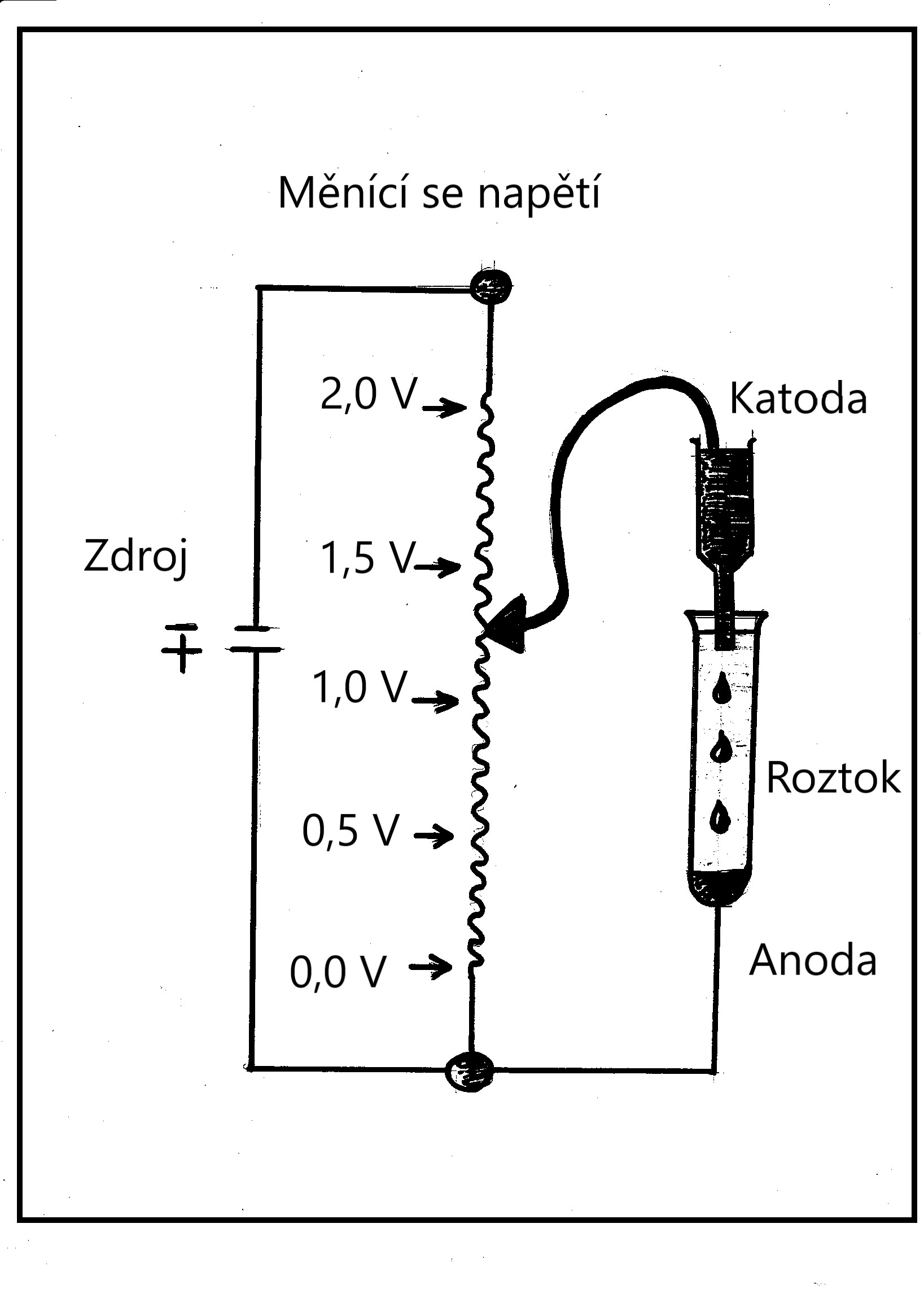
Schéma polarografie

- Schéma polarografieNavrhl teorii elektrodových reakcí, která popisuje vliv struktury rozhraní mezi elektrodou a roztokem na rychlost přenosu elektronů, především vliv solvatovaného elektronu a jeho volné solvatační energie (solvatace je obalení částice rozpuštěné látky molekulami rozpouštědla).[5] Tato teorie byla potvrzena a rozšířena současnými fyzikálními modely přenosu elektronů.
- Představil také koncept potenciálu nulového náboje (pro nenabité částice je chemický a elektrochemický potenciál stejný), který je jednou z nejdůležitějších vlastností kovového povrchu.
- Frumkin vyřešil otázku Alessandra Volty o povaze elektromagnetických impulsů elektrochemických obvodů, která byla předmětem diskuzí více než 120 let. Vyvinul Frumkinovu izotermu (rozšíření Langmuirovy izotermy) při popisu určitých adsorpčních jevů a jeho studenti pak nové experimentální metody, které se časem staly standardem.
- Pod jeho dohledem bylo úspěšně vyvinuto několik aplikovaných elektrochemických procesů, včetně procesů souvisejících s chemickými zdroji elektrické energie, průmyslovou elektrolýzou a antikorozní ochranou.
- Později se zaměřil na kinetické procesy na elektrodách (přenos elektronů a další procesy). Frumkinův efekt popisuje vliv adsorpce na pozorovanou kinetiku elektrod.[6]
- Významně přispěl k teorii elektrodového potenciálu.
- V 60. letech se začal věnovat polarografii, která používá rtuťové kapkové elektrody. Elektrický proud potřebný k vylučování prvků z roztoku se při zvyšování napětí také zvyšuje a vytváří typickou schodovitou křivku - polarogram, který je charakteristický pro každou sloučeninu.

## Vyznamenání
- Frumkin obdržel třikrát Stalinovu cenu, třikrát Rudý prapor práce, třikrát Leninův řád, v roce 1931 Leninovu cenu a v roce 1965 se stal Hrdinou socialistické práce.
- Od roku 1932 byl členem Ruské akademie věd.
- V roce 1956 byl zvolen členem Německé akademie věd Leopoldina. Od roku 1956 byl dopisujícím členem Akademie věd NDR a od roku 1969 jejím externím členem.
- Od roku 1958 byl čestným doktorem Technické univerzity v Drážďanech.
- V roce 1965 ho přijala za zahraničního člena Nizozemská královská akademie věd.
- Od roku 1966 byl členem korespondentem Saské akademie věd.
- V roce 1969 byl zvolen do Národní akademie věd USA a v roce 1970 do Americké akademie umění a věd.

## Vybrané publikace
- Kinetika elektrodových procesů, Moskva 1952
- Adsorpce organických sloučenin na rozhraní kov/elektrolyt a jejich vliv na elektrochemické procesy, Nova Acta Leopoldina, ročník 19, 1957